# María José Quintanilla
María José Quintanilla Sandoval (Santiago, 17 de febrero de 1990) es una cantante, compositora, actriz y presentadora de televisión chilena. 
Iniciando su carrera a temprana edad en programas busca-talentos como Bravo Bravísimo Chile, alcanzó notoriedad masiva como participante del programa de talentos juvenil Rojo Fama Contrafama, donde se consagró como una de sus integrantes más emblemáticas. En su carrera musical ha lanzado 8 álbumes de estudio, que la han llevado a obtener 10 discos de platino en Chile, 4 en Argentina y 3 discos de oro. Además, ha vendido más de 300 000 copias en lo que va de su carrera musical, consolidándose como una de las artistas más importantes de la música mexicana en Chile.
Además de consolidar su carrera musical, es actriz y presentadora de televisión. Desde 2017, es uno de los rostros juveniles del canal Mega con los programas La hora de jugar, Got Talent Chile y De paseo.

## Biografía

### Primeros años
María José Quintanilla nació el 17 de febrero de 1990, en la comuna de Maipú, en la capital de Santiago, Chile. 
Desde pequeña, ha participado en algunos festivales infantiles en Santiago y en otras ciudades del sur de Chile. A sus 11 años, en 2001, participó en la versión chilena del programa de talentos infantiles italiano Bravo Bravísimo, transmitido por Canal 13, en donde ganó, cuyo premio es representar a Chile en la final internacional del concurso en Módena, Italia. Tiempo después, con su familia viajó al país para participar en esta final en donde se presentó con la canción «Zíngara», en dos idiomas, italiano y español. 
Meses después de esta experiencia, en septiembre de 2002, María José participó en el casting para un nuevo programa del canal Televisión Nacional de Chile (TVN), que consistiría en un espacio busca-talentos para cantantes y bailarines y que más tarde llevaría por nombre Rojo, Fama Contrafama, quedando seleccionada para participar en la categoría de cantantes y siendo la más joven de todos los concursantes en su primera generación. 
El programa se estrenó el 2 de diciembre de 2002 y dos meses después, en febrero de 2003, María José obtuvo el 4° lugar en la categoría de cantantes y además, fue reconocida como "la más popular" por medio de la votación del público espectador. Días después, en pleno programa, los altos ejecutivos de la filial chilena del reconocido sello discográfico Sony Music, anunciaron su contratación para grabar su disco debut. Desde ahí, se comienza a transformar en una integrante más de la industria musical chilena siendo la primera integrante de un programa de talentos en televisión como Rojo en firmar contrato para grabar su disco. 
El primer disco de María José sería un homenaje a la música mexicana recordando grandes éxitos clásicos rancheros que tuvieron éxito tanto en México como en su natal Chile, en dónde, este género es de indudable arraigo popular. Este disco se llamaría México lindo y querido. 
Una vez ya tomadas sus vacaciones de verano, en marzo de 2003, María José regresó a clases en su colegio ya transformada en una "celebridad nacional" en donde la esperan sus compañeros y profesores con aplausos y elogios. En Rojo, su popularidad aún seguía en ascenso, presentando uno de los primeros segmentos del programa, "Las Copuchas de María José", en donde contaba muchos secretos, "copuchas" o "cahuines" (chismes) de lo que pasa en el programa. Además participa en el "Símbolo Rojo", competencia entre los finalistas de la primera generación en donde también obtuvo en 4° lugar. Mientras su popularidad crecía, la prensa chilena revela su drama escondido, la grave enfermedad de su padre que complicó y preocupó tanto a ella como a su familia en esos días.

### El fenómeno deMéxico lindo y querido
Finalmente, el disco México lindo y querido se editó el 1 de abril de 2003 y su lanzamiento fue a nivel nacional en vivo en una emisión de Rojo. Acompañada de su familia, entre ellos, su padre ya recuperado, en el escenario del programa; allí interpretó las tres canciones de este álbum, tales como «Mi primer amor» y sus versiones de «La bikina» y «México lindo y querido». 
Tres días después, el 4 de abril, este álbum ocupó el Top 1 de los discos más vendidos en Chile y obtuvo el Disco de Oro, a esto se les suman otros reconocimientos como Dos Discos de Platino, reconocimientos que fueron entregados en el programa durante el mes de abril, debido a las ventas de este disco. 
El fenómeno de México lindo y querido logró ventas equivalentes a 8 Discos de Platino en 6 meses y por estas ventas, convierten a María José en el nuevo fenómeno musical tanto en su natal Chile como en otros países latinoamericanos en la señal internacional de TVN, donde Rojo también se transmitía. Por su parte, este álbum tiene el récord de ser el disco larga duración más vendido de toda la historia musical chilena, en donde incluyen las versiones en karaokes de estos temas. Dos meses después, María José recibe otro reconocimiento por parte de la filial chilena de Sony Music, en conjunto con su filial Cono Sur de esta disquera, "Artista Revelación del Cono Sur Americano 2003'", lo que le da a ella el estatus de artista prioritaria para su sello discográfico.
Luego de eso, María José inició su primera gira internacional programada por esta disquera y acompañada de sus padres, el país escogido para realizarla es Argentina, en donde este disco alcanzó el Top 4 de los discos más vendidos y ventas superiores a las 10 mil copias durante julio; que sería lanzado allí. Ante su buena recepción, el equipo de este sello discográfico programa su gira: en julio de 2003, María José viajó a ciudades de ese país como Buenos Aires y Córdoba para promocionar su disco. En esta última tuvo lugar su primer show en el extranjero y en Argentina, en donde cantó ante 50 mil personas durante un concierto celebrando el Día del Niño en ese país.
Luego, regresó a su natal Chile para grabar su primer video musical, el de su versión de la clásica ranchera «La bikina», además, grabó su primer comercial con otras figuras de la música y de la industria del entretenimiento chileno para promover el consumo de leche entre niños y jóvenes, inauguró su primera página web -pionera entre los integrantes de Rojo- y fue elegida como rostro publicitario de la marca de vestuario para niños, adolescentes y jóvenes Cacao, además de acompañar a sus compañeros del programa en sus giras por el norte y sur del país visitando ciudades como Iquique y Talcahuano, además de su concierto en Santiago realizado en el Estadio Víctor Jara, en donde María José fue ovacionada por su talento vocal. 
Sin embargo, su salud se complicó de un día a otro, luego de una operación para extirpar sus amígdalas y adenoides, María José guardó reposo médico y se tomó una pausa en los escenarios y su participación en el programa casi dos meses, período en el que circularon una serie de rumores respecto de su presente y futuro en su ascendiente carrera musical. 
Dos meses después, María José fue elegida junto con el presentador de televisión y también cantante Luis Jara para interpretar «Dile al corazón», la canción oficial de la edición 2003 de la campaña solidaria chilena Teletón, en el marco de su 25° aniversario; y de la autoría y composición del músico, compositor y empresario televisivo Jaime de Aguirre. Fue ella misma lo anunció al volver a este programa mientras celebraba 200 capítulos al aire. Más tarde, ese mismo día, se realiza la grabación de la canción y el esfuerzo provoca una recaída en su salud de que la obligó a tomar nuevamente reposo médico.
En medio de su recuperación, el 17 de octubre de 2003, la prensa anuncia que tanto su familia y representantes como TVN acordaron un contrato millonario que la transformaría en rostro del canal para seguir con su carrera televisiva hasta diciembre del año entrante. Finalmente, ella obtiene el alta médica y regresa definitivamente a Rojo dos días después, en donde fue recibida con humoradas y homenajes; además los ejecutivos de Sony Music le hace entrega del 7° Disco de Platino por las ventas de este disco que ya alcanzó las 150 mil copias vendidas, cifra considerada sideral para el mercado discográfico chileno, que entonces -como hoy- enfrentaba una dura crisis y que calificaba de todo un suceso ventas de 30 a 40 mil copias.  
Un mes después, María José se presentó por primera vez en vivo con banda propia y mariachis durante un acto de la Secretaría General de Gobierno del Gobierno de Chile, frente al Palacio de La Moneda. Después, fue reconocida por la prensa como Artista Revelación del Año 2003 y su nombre figura en todas las listas como parte de lo más destacado del año, además de ganar su primer Premio APES en el rubro musical.
Por su condición de finalista, participó en el Gran Rojo, final del año entre las 3 primeras generaciones del programa, en donde obtuvo el 6° lugar en la categoría de cantantes y por su condición de finalista, se quedó para el año 2004 en el Clan Rojo.

### Su participación en Viña 2004
Desde mayo hasta finales de ese año, y por el éxito que tuvo con su disco México lindo y querido, se hizo una larga negociacion entre TVN y el entonces canal oficial de las transmisiones del connotado Festival Internacional de la Canción de Viña del Mar, Canal 13, para asegurar su presencia como artista invitada para la edición 2004 de este certamen, TVN autorizó su participación si es que ella es invitada por el canal organizador, y en diciembre, la prensa anunció la confirmación de lo que sería su presentación para este evento, cumpliendo así uno de sus grandes sueños, como corolario de un año artístico meteórico.
En el inicio de 2004, María José realizó una gira de conciertos en vivo por diversas ciudades del norte y sur de Chile. Durante la última semana de enero, se presenta en otro festival, el conocido Festival del Huaso de Olmué, como previa de lo que sería su debut en el certamen viñamarino que está programado para el 21 de febrero. Sólo 4 días antes de ese fecha, ella celebra su 14º cumpleaños, por lo que es presentada en este certamen como la "artista que más discos vende en Chile, con 14 años recién cumplidos." 
Y llegó el día, en la cuarta noche de este festival, que es llamada como la "Noche Chilena", María José entró al escenario de la Quinta Vergara frente a un público que coreó sus canciones, la ovacionó y la entregó todos los premios que se pueden otorgar a un artista invitado del show internacional: las dos Antorchas y las dos Gaviotas de Plata y Oro. El éxito en el escenario se repetía en la sintonía televisiva, que llegó a marcar 55 puntos durante su actuación de poco menos de una hora, transformándola en la sensación de la noche. La prensa de espectáculos dedicó al día siguiente (22 de febrero) todas sus portadas y titulares a María José: "María José tocó el cielo" (Diario Las Últimas Noticias); "Coté Quintanilla se 'robó la película': se llevó 'plumífero' de 'orégano'" (Diario La Cuarta); "María José arrasó en la Quinta Vergara" (Diario El Mercurio); "Emocionante debut de María José Quintanilla" (Diario El Mercurio de Antofagasta); "La niña que enamoró al 'Monstruo'" (Diario El Mercurio de Calama). En los días siguientes se vendieron miles de copias de este ya exitoso disco que se sumaron a los 163 mil discos vendidos previamente. No se dispone de cifras exactas, pero se calcula que el álbum ronda la cifra final de 200 mil copias vendidas.

### Canta Américay su debut como actriz y presentadora

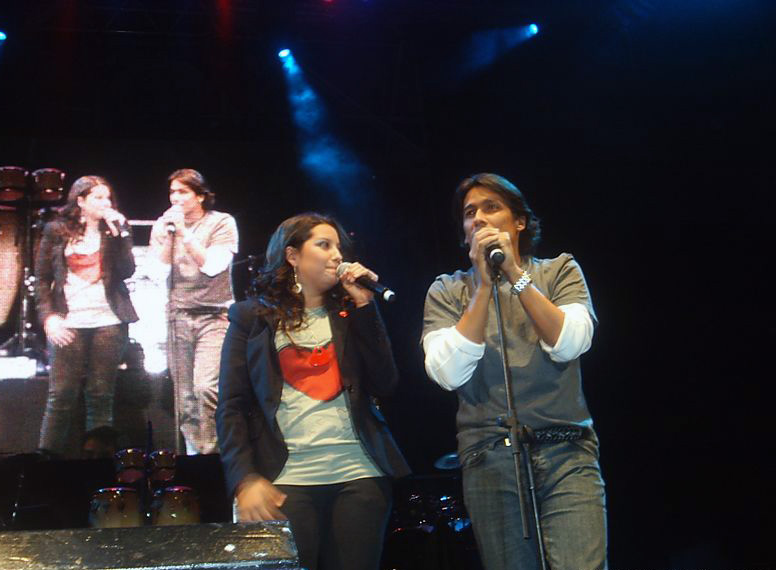
María José junto al presentador Rafael Araneda durante la gira de la campaña solidaria Teletón 2007.

En noviembre de 2003, María José inició el proceso de grabación para el que sería su segundo disco oficial, bajo las órdenes del productor Leo García, en los Estudios del Sur. Este álbum discográfico, a diferencia del primero que es un tributo a la música mexicana, sería un homenaje al folclore latinoamericano con 15 canciones, desde baladas románticas pop hasta tonadas chilenas, además de mantener su estilo ranchero con un cover del recordado cantante ranchero mexicano Vicente Fernández y algunos éxitos del cantautor y compositor mexicano Juan Gabriel; este disco se llamaría Canta América. 
Finalmente, lanzó este disco el 2 de marzo de 2004 con muchas expectativas, ya que durante los días previos al lanzamiento, el sello Sony Music realizó una preventa del disco por Internet que vendió más de 40 mil copias, lo que significó que al momento de ser lanzado el álbum alcanzara automáticamente la categoría de Doble Disco de Platino y llegara al Top 1 de las listas. De ahí, al igual que el anterior, Canta América también venía a confirmar su fenómeno discográfico. A esto se sumó su participación en el disco homenaje a San Alberto Hurtado por motivo de lo que sería su futura canonización con el tema «Él nos marcó el camino, sigámoslo»; y su tercer disco llamado Amores en donde este último se incursiona en el pop y las baladas románticas, además de aún mantener su esencia ranchera que la caracteriza como cantante. 
En esos momentos (más aún después del incidente de Christell Rodríguez en un show en Calama) la gente del Servicio Nacional de Menores del Gobierno de Chile hace pública su preocupación por el bienestar de los niños que realizan labores remuneradas -entre los que se encuentran los menores de edad artistas-, y ante el inicio de un nuevo año escolar, sus padres y su mánager acuerdan con TVN que su asistencia a Rojo será de sólo 3 días a la semana, para aliviar su carga de actividades. Aunque autoridades del Ministerio de Educación de Chile la ofrecieron, en atención a sus talentos artísticos y su desarrollo, la posibilidad de continuar sus estudios en una modalidad libre, María José y sus padres no ocultaron su deseo de que su crecimiento fuera lo más normal posible. Así manera, mientras proseguía con su ascendente carrera artística, continuó asistiendo al colegio de manera regular, como cualquier chica de su edad en aquel entonces. Por lo anterior, el Ministerio de Educación la solicitó ser el rostro de su "campaña contra la deserción escolar de 2004", acompañando al entonces Ministro de Educación Sergio Bitar en diversas actividades oficiales de Gobierno.
El aumento de las exigencias escolares provoca una disminución en su actividad artística. Aunque continúa asistiendo al programa tres días a la semana para cantar sus canciones y promocionar sus discos, durante los meses que restan del primer semestre del año 2004 sus conciertos en vivo se restringen a algunos fines de semana y a esporádicas apariciones en otros programas de televisión. No obstante, durante este período ofrecerá dos recitales masivos consecutivos en el Estadio Víctor Jara de Santiago para celebrar el Día de la Madre y actuaciones multitudinarias en Punta Arenas y otras ciudades chilenas. En junio y julio de 2004, María José viaja por primera vez a los Estados Unidos para realizar una serie de conciertos para la comunidad chilena y latinoamericana residente en Miami. El viaje da frutos, porque en agosto debe regresar nuevamente a este país para otra serie de conciertos, esta vez abarcando ciudades como Boston, Los Ángeles, Nueva York y la propia ciudad de Miami.
Luego de estas giras por los Estados Unidos, María José queda seleccionada para protagonizar entre fines de 2004 y principios de 2005, la versión brasileña de la internacionalmente conocida obra musical teatral El Mago de Oz, allí interpretó a "Dorothy", siendo la única chilena integrante de un elenco compuesto por más de 70 actores de distintas nacionalidades y por esta actuación, obtuvo su segundo Premio APES, esta vez, en el rubro Teatro. 
Al año siguiente, además de seguir permaneciendo en Rojo, debutó como presentadora de televisión con la versión para niños y adolescentes del programa, Rojito; también transmitido por TVN y con dos temporadas, a eso se les suman su coanimación en la segunda temporada del programa de bloopers o chascarros Corre video junto con el actor y presentador Juan José Gurruchaga y su compañera de Rojo, la también cantante María Jimena Pereyra; y finalmente, conducir el bloque infantil para el canal Tronia.
También junto con sus compañeros de Rojo debutaron en el cine chileno filmando y protagonizando la dramática película musical chilena Rojo, la película, basado en el programa, siendo estrenada en julio de ese año; allí interpretó a Carmen "Carmencita" Hidalgo. Posteriormente promocionó su nuevo material discográfico, Tu corazón, producido por el músico, cantautor y compositor chileno Daniel Guerrero. 

### Después de "Rojo"

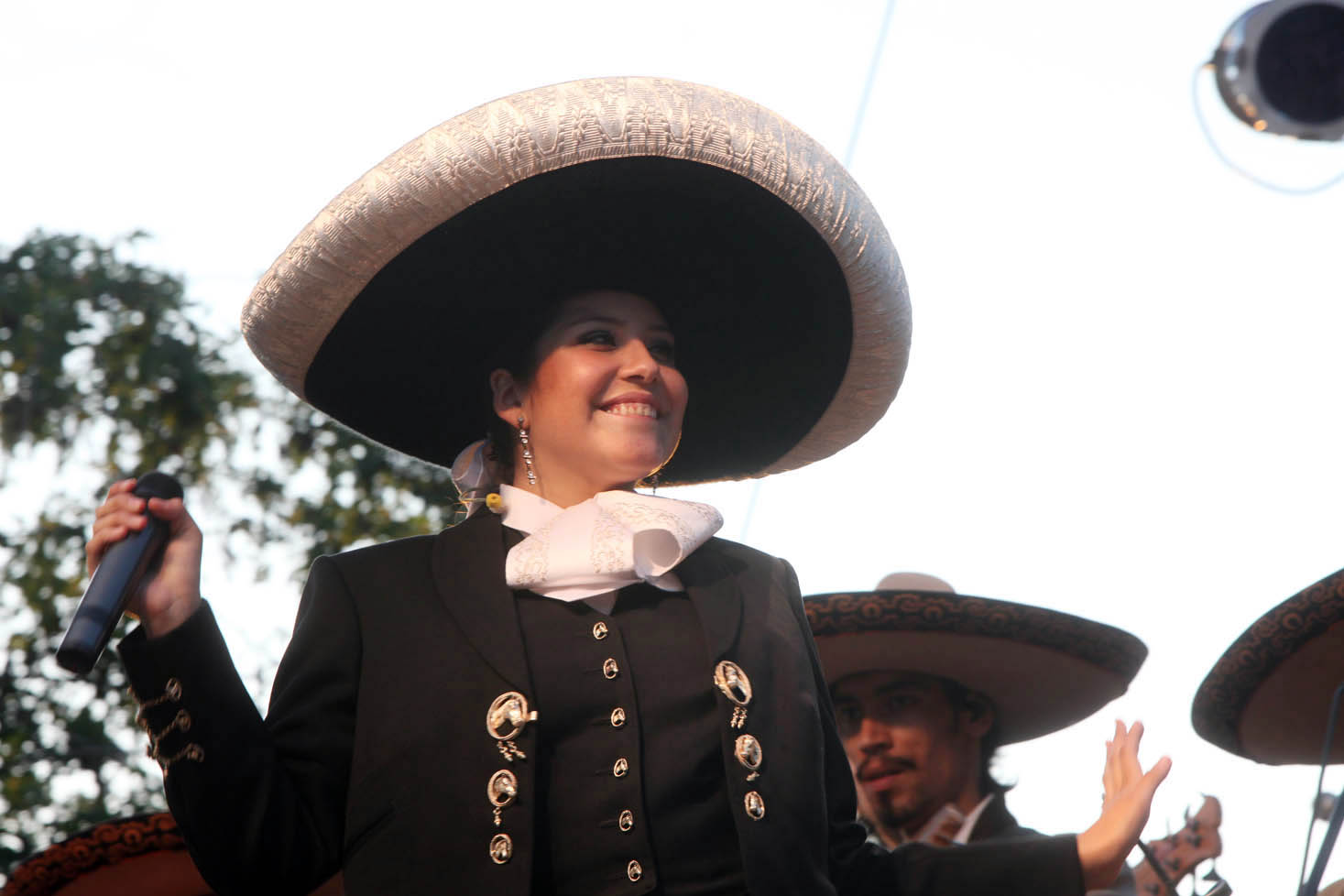
María José Quintanilla durante un concierto en diciembre de 2009.

Luego del fin de Rojo, en 2008, lanzó su quinto disco Hoja en blanco, también dedicado a la música mexicana y es en dedicatoria a su fallecido padre, fue grabado en la ciudad de Guadalajara, en México, con este disco obtuvo Disco de Oro, allí incluyen sus versiones de «Que manera de perder» y «Para siempre». Con este disco, María José viajó tanto a Guatemala como El Salvador para promocionar este disco ranchero y realizar conciertos en ambos países internacionalizando su carrera. 
También reanudó su carrera televisiva, es por ello que al año siguiente, se emigró al canal La Red para conducir la franja para niños Fan Club, en donde se transmitían conocidas series de dibujos animados entreteniendo a los niños. Tiempo después, llega a Canal 13 para ser parte de las panelistas o "acosadoras" en el programa de conversación Acoso textual desde noviembre de 2010 hasta fin de año.
Durante casi tres años, se concentró en su carrera musical alejada de la televisión con sus discos rancheros Bandolera y Apasionada, en este último incluyó los temas «Para conquistarme» y «Ahora me divierto».  
A comienzos de 2012, María José recibió una gran invitación por parte del recordado cantautor y compositor mexicano Juan Gabriel para ser parte de la versión piloto de sus discos de duetos, fue realizado en la ciudad de Cancún, en México, en donde el propio "Divo de Juárez" se radicó allí, también participó en un concierto homenaje en vivo por su cumpleaños en donde ella interpretó dos canciones. Tiempo después, fue invitada para cantar con él en dos ocasiones en sus dos conciertos realizados en el Auditorio Nacional, en donde ambos interpretaron un tema inédito que el propio Juan Gabriel lo compuso para que ella cante a dúo con él.  
En marzo de 2017, María José se emigró al canal de televisión Mega comenzando como panelista del matinal Mucho gusto. Además, en YouTube, su videoclip del tema «Fue difícil» se convirtió en un éxito en Chile con 10 millones de reproducciones, le siguen sus otras canciones como «No me niegues tus besos», con más de 3 millones de reproducciones; «Te traje flores», con más de 800 mil de reproducciones; y su versión del tema de Selena, «Si una vez», con más de 2 millones de reproducciones. 
Por su carrera ascendiente como cantante, María José es contratada por el sello discográfico mexico-americano Talento Uno Music y grabó un videoclip en Los Ángeles, California, en los Estados Unidos; además, se prepara para su nuevo disco. También, ha grabado duetos con otros artistas, como la nueva versión de su éxito «Fue difícil», a dúo con el cantante y compositor argentino Rodrigo Tapari. 
En 2019, además de seguir como panelista del matinal hasta mediados de 2020, fue nominada a los Premios Copihue de Oro, del reconocido periódico chileno La Cuarta, como Mejor panelista o notero. Un año después, junto con su compañero de matinal, el actor e influencer argentino Joaquín Méndez, conducen el programa de concursos La hora de jugar, en conjunto con Lotería, que fue estrenado en marzo de 2020 y lo transmite hasta el día de hoy. También conducen el programa Tesoros de mi Barrio
En octubre de 2020, a un año de las protestas en Chile contra la desigualdad social, María José lanza la canción «Vengo de pobla», que además, trata sobre sus orígenes en su natal Maipú y posee fuerte crítica social; la canción posee más de un millón de reproducciones, ese mismo año, fue invitada por la banda musical chilena Quilapayún, junto con otras cantantes mujeres chilenas para el concierto en línea del 50° aniversario del disco Cantata de Santa María de Iquique, bajo el nombre de Vamos, mujer. Un año más tarde, lanzaría la canción «Poderosa», que habla sobre la dignidad, la lucha y la libertad de las mujeres, el verdadero empoderamiento femenino y la autoestima y amor propio en ellas. A esto, se le suman nuevas canciones como «Amado mío», «Qué me vas a dar», «El regalito», «Que te vaya bien bonito» y «Quédate aquí». 
Ese mismo año, y junto con su excompañera y entonces presentadora del matinal Mucho gusto, Karla Constant, fueron elegidas para conducir el programa de talentos Got Talent Chile (versión chilena de la franquicia Got Talent), que se estrenó en marzo y finalizó a fines de julio, con su primera y única temporada allí, siendo el primer programa de televisión en Chile con dos presentadoras mujeres. Dos años después, ambas volvieron a trabajar juntas, esta vez, para conducir el bloque cultural para este canal, De Paseo.

## Discografía

### Álbumes de estudio
| Año  | Álbum                  | Ventas  | Certificación |
| ---- | ---------------------- | ------- | ------------- |
| 2003 | México Lindo y Querido | 170 000 | 8× Platino    |
| 2004 | Canta América          | 40 000  | 2× Platino    |
| 2005 | Amores                 | 5000    | Oro           |
| 2007 | Tu corazón             | 10 000  | Oro           |
| 2008 | Hoja en blanco         | 7500    | Oro           |
| 2010 | Bandolera              | -       | -             |
| 2012 | Apasionada             | -       | -             |

#### EP
- 2017 - Fue difícil

### Compilados
- 2008 - 20 Grandes Éxitos Mexicanos

### Bandas sonoras y otros discos
- 2003 - Rojo, emociones y canciones: Álbum recopilatorio de los cantantes de la 1.ª Generación de "Rojo, Fama Contrafama".
- 2004 - El Mago de Oz: Álbum con la banda sonora del musical homónimo.
- 2005 - Padre Alberto Hurtado, él nos marcó el camino: Álbum homenaje para la canonización de San Alberto Hurtado.
- 2005 - Rojito: Pequeños Talentos, Grandes Estrellas.
- 2006 - OST Rojo, la pelicula: Álbum con la banda sonora del filme musical basado en el programa "Rojo, Fama Contrafama".

### Colaboraciones
- Así no te amará jamás (Nueva versión) (con Amanda Miguel)
- Solamente llamé (con Pablo Castro)
- Qué no se te olvide (con Combo con Clase)
- A dormir juntitos (con La Sonora Malecón)
- Amor del malo (con Chumbekes)
- La última tentación (con Luis Jara y Franco el Gorila)
- Fue difícil (Nueva versión) (con Rodrigo Tapari)
- No me niegues tus besos (Nueva versión) (con Paula Rivas)
- Pobla tugün (Versión de la canción Vengo de Pobla en mapudungún) (con Waikil)
- Tus besitos (con Juanito Ayala)
- Se Aleja el Tren (con Hermanos Ilabaca)

## Filmografía

### Teatro
- El Mago de Oz (2004) - Dorothy

### Cine
- Rojo, la película (2006) - Carmen "Carmencita" Hidalgo

### Telenovelas
| Teleseries | Teleseries   | Teleseries          | Teleseries |
| Año        | Teleserie    | Rol                 | Canal      |
| ---------- | ------------ | ------------------- | ---------- |
| 2017       | El camionero | Carmen "Carmencita" | TVN        |

### Festivales
| Año  | Festival                                                 | Rol              | Canal       |
| ---- | -------------------------------------------------------- | ---------------- | ----------- |
| 2004 | XXXV Festival del Huaso de Olmué                         | Artista invitada | Canal 13    |
| 2004 | XLV Festival Internacional de la Canción de Viña del Mar | Artista invitada | Canal 13    |
| 2006 | XXXVII Festival del Huaso de Olmué                       | Artista invitada | Chilevisión |